# Aulacaspis rosae
Aulacaspis rosae är en insektsart som först beskrevs av Bouché 1833.  Aulacaspis rosae ingår i släktet Aulacaspis och familjen pansarsköldlöss. Arten är reproducerande i Sverige. Inga underarter finns listade i Catalogue of Life.

## Bildgalleri

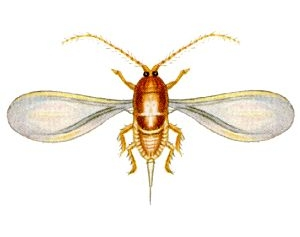